# (7513) 1985 RU2
A (7513) 1985 RU2 a Naprendszer kisbolygóövében található aszteroida. Henri Debehogne fedezte fel 1985. szeptember 5-én.